# Gerrie Welbedacht
Gerrie Ligtelijn-Welbedacht (Ede, 7 maart 1924 - aldaar, 10 mei 2022) was een Nederlandse verzetsstrijder in de Tweede Wereldoorlog. Zij werkte als koerierster voor het Edese verzet.

## Levensloop
Welbedacht werd geboren in een gezin van zeven kinderen. Haar vader was als militair gelegerd in Ede. In de Tweede Wereldoorlog werd zij door de Edese verzetsleider Derk Wildeboer gevraagd om voor het verzet als koerierster te werken. Welbedacht fietste drie keer in de week met post van Ede naar Woudenberg. Sonja Gruppelaar kwam wekelijks de post ophalen bij het gezin Welbedacht. Zij deed dat in een nogal opvallende auto wat de aandacht trok in de buurt. Op verzoek van Welbedacht werd de werkwijze aangepast.
Vanuit een huis aan de Rijksweg tussen Utrecht en Arnhem hield Welbedacht het Duitse verkeer in de gaten. Via een geheime zender werd deze informatie doorgegeven aan de geallieerden. Na de verloren Slag om Arnhem waren er veel Britse parachutisten achtergebleven in de regio die werden opgevangen door het verzet. Vijftig van hen werden ondergebracht in schaapskooi aan de Zecksteeg tussen Lunteren en Ede. Welbedacht hielp bij de verzorging van de groep, tot aan de ontspanning tijdens Operatie Pegasus I.
Na de oorlog werkte Welbedacht in een militair tehuis waar zij haar man leerde kennen. In januari 2019 ontving Welbedacht uit handen van de Edese burgemeester René Verhulst de gemeentelijke erepenning.